# Corokia collenettei
Corokia collenettei är en tvåhjärtbladig växtart som beskrevs av Riley. Corokia collenettei ingår i släktet Corokia, och familjen Argophyllaceae. Inga underarter finns listade i Catalogue of Life.